# Nawaszyno (obwód miński)
Nawaszyno (biał. Навашыно; ros. Новашино, Nowaszyno) – wieś na Białorusi, w obwodzie mińskim, w rejonie mińskim, w sielsowiecie Pietryszki.